# Kirsty Dillon
Kirsty Dillon (Portsmouth, 1976) is een Engels actrice die optreedt in film, televisie en theater. Ze is misschien het best bekend door haar rol als WPC Gail Stephens in de Britse televisieserie Midsomer Murders.
Kirsty Dillon studeerde Drama en Theater Arts aan het Goldsmiths College en de Webber Douglas Academy of Dramatic Art. Ze speelde onder andere in het BBC-drama The Man That Broke Britain, werkte samen met art-house regisseur Peter Greenaway aan de expositie 'Spellbound', was Rosalind in As You Like It, en had tal van andere rollen zoals in de televisieseries Holby City, Casualty en The Bill, en in de Channel 4-film Rockabye.
Kirsty is een ambassadrice van de White Ribbon-campagne, een internationale campagne om geweld van mannen tegen vrouwen tegen te gaan. Zij werkt nauw samen met overlevenden van huiselijk geweld via organisaties zoals Early Intervention Project en Women's Aid en ondersteunt campagnes waaronder het inleveren van een petitie op Downing Street en het verkrijgen van steun van andere acteurs.

## Bron
- Dit artikel of een eerdere versie ervan is een (gedeeltelijke) vertaling van het artikel Kirsty Dillon op de Engelstalige Wikipedia, dat onder de licentie Creative Commons Naamsvermelding/Gelijk delen valt. Zie de bewerkingsgeschiedenis aldaar.